# Algernon Sidney

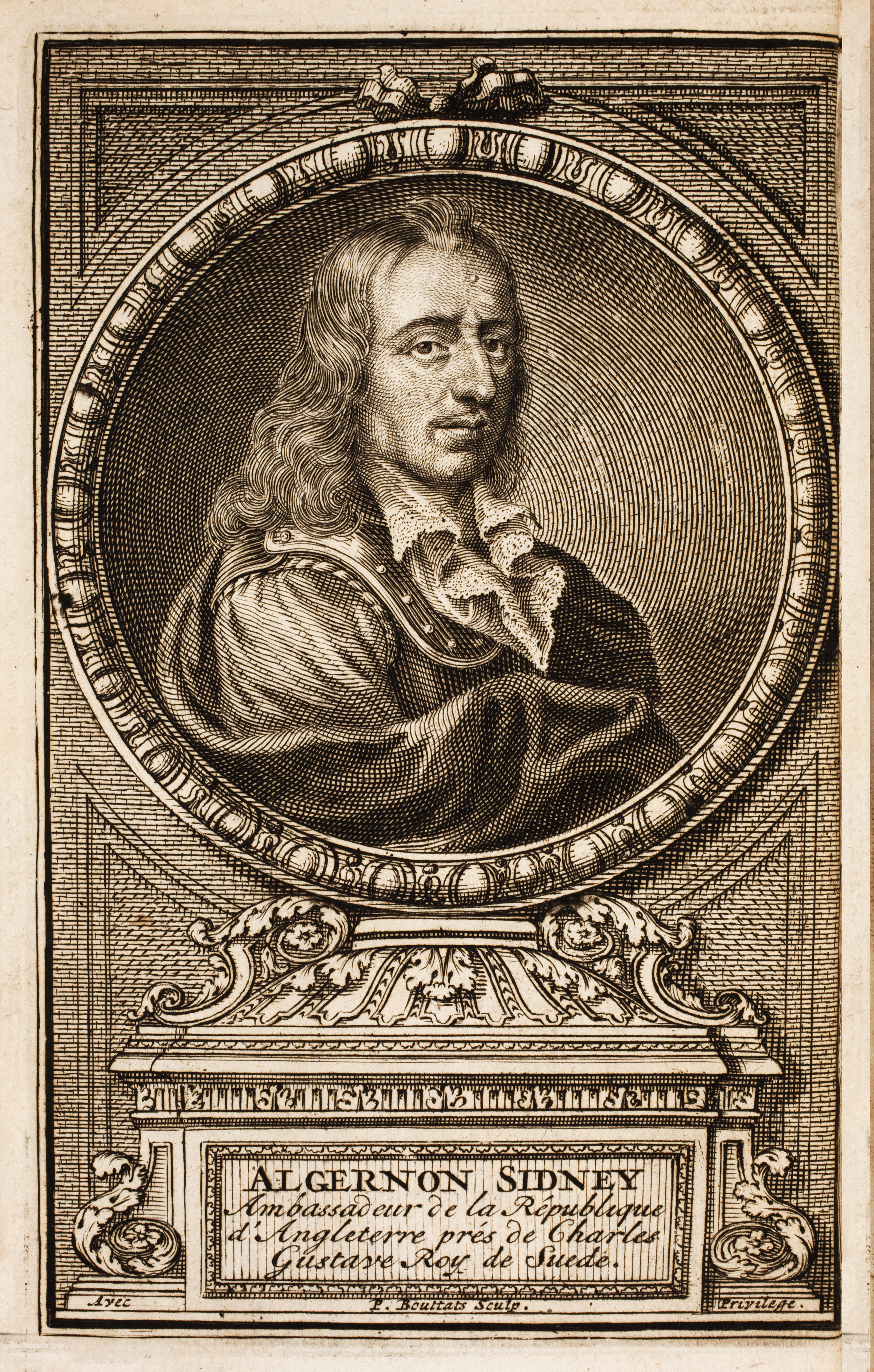
Portrét Sidneye ve francouzském překladu Discours sur le gouvernement (Pojednání o vládě), Haag 1702

Algernon Sidney nebo Sydney (14. nebo 15. ledna 1623 – 7. prosince 1683) byl anglický politik a člen Dlouhého parlamentu. Dnes je znám především jako republikánský politický teoretik. Sloužil jako plukovník a byl komisařem v procesu proti králi Karlu I., přičemž byl proti králově popravě. Sidney byl později obviněn ze spiknutí proti Karlu II. Obvinění bylo zčásti založeno na jeho práci Pojednání o vládě (Discourses Concerning Government). Byl popraven za velezradu a posmrtně rehabilitován. Po smrti byl uctíván whigy jako vlastenec, hrdina a mučedník.
Vedle svého současníka Johna Lockea je Sidney považován za důležitého předchůdce moderního politického myšlení. Oponoval božskému právu králů na vládu a podporoval ideje jako omezená vláda založená na dobrovolném souhlasu lidu a právo občanů změnit nebo odstranit zkaženou vládu.

## Mládí
Sidneův otec byl Robert Sidney, 2. hrabě z Leicesteru, přímý potomek Johna Dudleye, 1. vévody z Northumberlandu a prasynovec Philipa Sidneyho. Jeho matka byla Dorothy Percyová, dcera Henryho Percyho, 9. hraběte z Northumberlandu. Sidney se narodil na hradě Baynard v Londýně, a byl vychován v Penshurst Place v Kentu. Jeho matka psala svému manželovi v listopadu 1636, že slyšela, že jejich syna "moc vychvalují všichni, kteří přicházejí od vás . . . [pro] velkou bystrost a velmi příjemnou povahu". Poté, co strávil nějaký čas v Irsku, jehož byl jeho otec guvernérem, se Sidney vrátil do Anglie v roce 1643.

## Anglická občanská válka a republika
Navzdory tomu, že dříve slíbil, že pouze "extrémní nouze mě přinutí pomýšlet na to, abych v Anglii pozvedl zbraň", Sidney sloužil v armádě Východní asociace a stal se podplukovníkem jízdy hraběte z Manchesteru. Bojoval v bitvě u Marston Moor v roce 1644, o čemž pak jeden svědek napsal: "Plukovník Sidney statečně zaútočil v čele jízdního pluku mého pána lorda Manchestera a vrátil se s mnoha zraněními, opravdovými odznaky jeho cti". Později byl Sidney jmenován plukovníkem tohoto regimentu, ale vzdal se funkce kvůli špatnému zdraví.
V roce 1645 byl Sidney zvolen do Dlouhého parlamentu jako poslanec za Cardiff, kde se postavil proti kompromisu s králem Karlem I. V roce 1648 byl proti čistce umírněných, kteří vytvořili kusý parlament. Přesto, že byl komisařem soudu nad Karlem, Sidney oponoval rozhodnutí popravit krále; zpochybňoval zákonnost a moudrost takového kroku.
Roku 1649 Sidney změnil názor a prohlásil královskou popravu za "nejspravedlivější a nejodvážnější čin, jaký kdy byl v Anglii nebo kdekoliv jinde vykonán".
Když v roce 1653 Cromwellova armáda vstoupila do Parlamentu s rozkazem jej rozpustit poté, co byl představen návrh zákona, který by volby učinil svobodnějšími, Sidney odmítl opustit budovu, dokud mu nepohrozili fyzickou likvidací. Považoval pak Cromwella za tyrana.
Na odpočinku byl Sidney údajně dost odvážný, aby rozčílil Lorda ochránce tím, že uvedl představení Julia Caesara, v němž sám hrál roli Bruta. Na čas byl milencem Lucy Walterové, pozdější milenky Karla, prince z Walesu.
Sidney se domníval, že republika náležitě prosazovala národní zájmy Anglie (na rozdíl od vojenských selhání Stuartovců).

## Diplomat
Po Cromwellově smrti (1658) armáda zrušila v roce 1659 Protektorát a znovu se sešel kusý parlament s Sidneyem jako členem. Během let 1659-1660 byl Sydney členem delegace, která měla pomoci dojednat mír mezi Dánskem a Švédskem, jelikož válka by ohrozila námořní obchod Anglie a Nizozemí.
Sidney pohrdal konvenční diplomacií ("pár ran z našeho děla by ten mír prosadilo") a chtěl prosadit mír příznivý pro Anglii. Jelikož švédský král Karel X. nebyl schopen je okamžitě přijmout, delegace vyjednala s Nizozemci o vytvoření společné flotily, která by vynutila mírové podmínky. Karel X. si stěžoval, že Angličané "chtějí všechny komandovat, jako kdyby tu byli páni".[zdroj?] Sidney osobně předal Karlovi návrh smlouvy (již přijatý Dánskem) a pohrozil mu vojenskou akci. Zaznamenal, že Karel "nám ve velkém vzteku ... řekl, že jsme udělali návrh pomocí naší flotily a položil ruku na svůj meč, že on má návrh po svém boku".[zdroj?] Sidney necouvl a pozorovatel napsal: "Každý byl překvapen, jak se mu Sidney postavil".[zdroj?] Ale hlava delegace Edward Montagu měl v plánu se s flotilou vrátit do Anglie, načež Sidney projevil "svůj názor, [že] za odesílání flotily pryč by si zasloužil, aby ztratil hlavu".[zdroj?]
I přes toto omezení vlivu Anglie nakonec Dánsko, Švédsko, Francie, Anglie a Holandsko smlouvu 27. května 1660 podepsali. Během tohoto období Sidney podepsal návštěvní knihu na Univerzitě v Kodani slovy: "PHILIPPUS SIDNEY MANUS HAEC INIMICA TYRANNIS ENSE PETIT PLACIDAM CUM LIBERTATE QUIETEM" ("Tato ruka, nepřítel tyranů, mečem hledá mír a svobodu"). Tento citát byl aktem zákonodárce začleněn do velké pečetě státu Massachusetts v roce 1780 během Americké revoluční války.

## Exil
Sidney byl právě v zahraničí, když byla v roce 1660 obnovena monarchie. Jeho první reakce na restauraci stuartovské monarchie byla: "Jelikož krále uznal parlament, vím ... že jsem mu povinen službou, jaká přísluší poddanému, a budu ji konat. Budou-li záležitosti probíhat legálně a umírněně, budu raději mít zaměstnání než být bez něj."
Protože v roce 1659 obhajoval popravu Karla I., Sidney si myslel, že bude moudré, aby zůstal v exilu v Římě. Jakýsi cizinec ho zachránil z pokusu o atentát. V roce 1663 během návštěvy  Kalvínské akademie na Univerzitě v Ženevě Sidney napsal do návštěvní knihy: "SIT SANGUINIS ULTOR JUSTORUM" ("budiž pomstěna krev spravedlivých"). V Augsburgu v dubnu 1665 byl terčem dalšího pokusu o atentát.
V polovině roku 1666 byl Sidney v Paříži, kde jednal s králem Ludvíkem XIV. Ludvík pak napsal, že Sidney "mi slíbil, že vyvolá velké povstání ... ale chtěl předem 100 000 ecu ... bylo to víc, než jsem chtěl vsadit na slovo uprchlíka, [a tak] jsem mu nabídl [do začátku] pouze 20 000". Sidney zůstal ve Francii do roku 1677, kdy se vrátil do Anglie.

## Dvorní maximy
Během let 1665-66 Sidney napsal Dvorní maximy, ve kterých argumentoval pro zrušení obnovené monarchie: "... jako smrt je největší zlo, které může postihnout člověka, monarchie je nejhorší zlo, které může postihnout národ". Tvrdil též, že anglický republika bude mít přirozenou "jednotu zájmů" s holandskou republikou, jelikož se zbaví "dvou nenáviděných rodin, Stuartů a Oranžských". Rukopis nebyl široce známý a poprvé vyšel tiskem roku 1996.

## Konec života
Sidney se vrátil do Anglie na začátku září 1677. Po smrti svého otce zdědil 5100 liber, ale pro získání dědictví byl nucen podat žalobu na své bratry, kteří jako vykonavatelé pozůstalosti mu odmítli vyplatit peníze. I když nakonec vyhrál, řízení bylo zdlouhavé a vyžadovalo zůstat několik let v Anglii. Bydlel v Leicester House v Londýně. Opět se začal angažovat v politice a přál si alianci s Nizozemci proti oběma královským rodům Stuartům a Oranžským.
Po rozpuštění posledního parlamentu  Karla II. v roce 1681, Sidney, podle Burneta, pomohl napsat odpověď na královo prohlášení, nazvanou Prosté a skromné ospravedlnění činnosti posledních dvou parlamentů.
Sidney se spojil s lordem Shaftesburym a dalšími proti tomu, co vnímali jako královskou tyranii, "sílu bez autority". Sidney byl později zapleten do spiknutí Žitného domu, plánu na  zabití Karla a jeho bratra Jakuba, který se později stal králem Jakubem II.

### Soud a poprava
Dne 25. června 1683 byl na Sidneye vydán zatykač. Během zatčení byly zabaveny jeho dokumenty včetně rukopisu Pojednání o vládě. Byl souzen od 7. listopadu 1683. William Howard, 3. baron Howard z Escricku byl jediný svědek, a protože zákon vyžadoval dva svědky, bylo nutné, aby soud použil Pojednání jako druhého svědka. Ministr spravedlnosti Jeffreys (jehož styl vedení soudu byl tehdy i později terčem značné kritiky) rozhodl: "Scribere est agere" ("psát znamená jednat").
Státní zástupce Heneage Finch popsal Pojednání jako "argument pro lidi, aby povstali se zbraní v ruce proti králi". Na to Sidney řekl, že je snadné ho odsoudit tím, že cituje jeho slova vytržená z kontextu: "Pokud rozsekáte bibli na kusy, můžete udělat ze všech autorů Písma rouhače; můžete obvinit Davida za to, že říká, že neexistuje žádný Bůh, a apoštoly, že byli opilí." Tvrdil také, že má právo si psát, co chce, pokud to neuveřejní. Jeffreys odpověděl, že nikdo nemá právo proklínat krále, na veřejnosti ani v soukromí. Sidney byl shledán vinným z velezrady a odsouzen k trestu smrti dne 26. listopadu. Jeffreys, mrzutý jako vždy, řekl, že doufá, že Bůh by dá Sidneye do pořádku pro vstup na onen svět, "jelikož vidím, že pro tento svět způsobilý nejste".
V Apologii Algernona Sidneye v den jeho smrti, Sidney napsal, že jeho celoživotní snahou bylo: "...bránit všeobecná práva lidstva, zákony této země a pravé protestantské náboženství proti zkaženým zásadám, svévolné moci a papežství... Teď ochotně pokládám svůj život za totéž; a maje při sobě spolehlivé svědectví, že Bůh ... mě podpoří, ... pramálo lituji, i když mě člověk odsoudil"
Sidney požádal krále o milost na základě Jeffreysova neprofesionálního chování a přátelé a příbuzní podpořili jeho prosbu. Ale král byl stejně nesmiřitelný jako předtím v případě Williama Russella. Sidney se pak smířil se smrtí a prohlásil "Král si tedy může udělat tabatěrku z mého zadku".
Byl popraven dne 7. prosince 1683 a jeho ostatky byly pohřbeny v Penshurstu.

## Pojednání o vládě
Pro Sidneyho byla absolutní monarchie velké politické zlo. Jeho Pojednání o vládě (text, pro který Sidney přišel o život) bylo psáno během vylučovací krize jako reakce na knihu Roberta Filmera Patriarcha, obranu božského práva monarchů, poprvé vydané v roce 1680. Božské právo králů je politický systém, v němž všechny pravomoci vlády jsou svěřeny výhradně královi a udělil mu je Bůh. V rámci tohoto systému král působí jako Boží ruka na zemi. Jeho moc přesahuje do soukromého náboženského života jeho poddaných. Občané proto byli často pronásledováni a vězněni pro své náboženské přesvědčení. A na tuto formu vlády Sidney silně útočí a popisuje, jak podle něj má vypadat legitimní občanská vláda. Jeho Pojednání o vládě bylo zveřejněno v Londýně roku 1698.
Sidney věřil, že lid má právo zvolit si vlastní formu vlády, a že v případě, že vláda je zkažená, lidu zůstává pravomoc ji odvolat a vytvořit jinou. Podle jeho vlastních slov "Bůh ponechává člověku možnost volby formy vlády ... Ten, kdo zakládá, může také zrušit."
Sidney také tvrdil, že aby mohla právoplatná civilní vláda existovat, musí být založena na obecném a dobrovolném souhlasu. V Pojednání o vládě píše, že "Obecný souhlas ... je základem všech spravedlivých vlád."
Kromě toho Sidney věřil, že civilní vláda by měla mít omezené pravomoci. Napsal: "Jediné důvody, pro které se zřizují vlády a nabízí se jim poslušnost, jsou zajištění spravedlnosti a ochrany." To znamená omezenou občanskou vládu, jejímž primárním účelem je 1) zajištění právní spravedlnosti prostřednictvím soudního systému a 2) zajištění bezpečnosti svých občanů. Z toho také podle Sidneye plyne, že pokud se vládě nepodaří plnit tyto základní úkoly, nejsou jí již občané zavázáni poslušností.
Pojednání o vládě spolu s Lockovými Dvěma traktáty o vládě jsou uznávány za klíčové vlivy při zakládání Spojených států amerických. Otové zakladatelé četli a studovali tyto práce jako studenti koloniálních univerzit. Thomas Jefferson zejména do hloubky studoval a zkoumal díla Lockeho a Sidneye. Pojednání o vládě bylo nazváno "učebnicí americké revoluce." 

## Odkaz
Po smrti byl Sidney byl uctíván jako "whigovský vlastenec–hrdina a mučedník".
Sidneyův vliv na politické myšlení v Británii osmnáctého století a koloniální Americe byl z dobových politických teoretiků pravděpodobně druhý hned za Johnem Lockem. Ve své studii o politické teorii v Británii let 1689 až 1720 J. P. Kenyon napsal, že vliv Sidneye byl "jistě mnohem větší" než Lockea. Básník James Thomson ve své básni Roční období ocenil Sidneye jako "britského Cassia", hrdinu "prohřátého" "starověkou osvícenou láskou / antickou svobodou".
Sidneyho pověst utrpěla ránu, když Sir John Dalrymple v roce 1771 publikoval své Memoáry Velké Británie a Irska, v nichž odhalil, že Sidney dostával důchod od Ludvíka XIV. Dalrymple, který Sidneye dříve velmi obdivoval, napsal, že by jen stěží cítil větší hanbu, kdyby viděl, jak jeho vlastní syn utekl z bitvy.
Sidney se často používal jako křestní jméno ve Spojených státech po americké revoluci kvůli obdivu k Algernonu Sidneymu jako mučedníkovi královské tyranie.